# L'Invité du ciel
L'Invité du ciel (titre original: The Heavenly Host) est un roman de science-fiction pour jeunesse écrit par Isaac Asimov, paru en 1974 puis traduit en français par Sophie de Vogelas et publié par les éditions Gallimard Jeunesse en 1983. La couverture de la réédition par le même éditeur en 1993 a été réalisée par Nicolas Wintz.